# Luca Francesconi (compositore)
Luca Francesconi (Milano, 17 marzo 1956) è un compositore e direttore d'orchestra italiano.

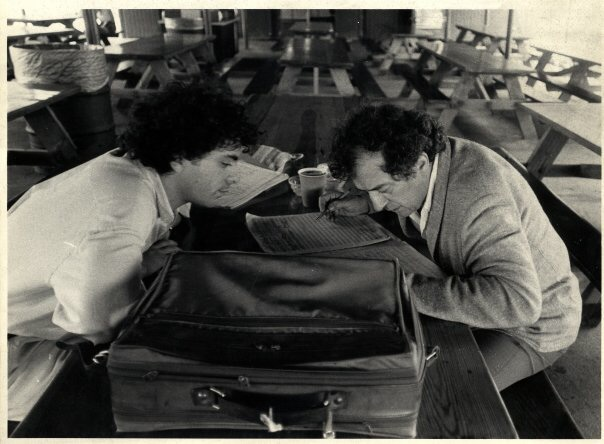
Luca Francesconi con Luciano Berio al Tanglewood Music Center

Allievo di Luciano Berio e Karlheinz Stockhausen, ha diretto quattro edizioni del festival internazionale di musica della Biennale di Venezia (2008 – 2011).

## Biografia
Luca Francesconi è nato a Milano il 17 marzo 1956. Suo padre Giancarlo è stato caporedattore del Corriere dei Piccoli e direttore responsabile del Corriere dei ragazzi negli anni settanta. Trascorre l'infanzia nel quartiere QT8 e a cinque anni comincia a studiare il pianoforte, conquistato da un concerto di Svjatoslav Richter.
Nel 1974 entra al conservatorio Giuseppe Verdi e si iscrive a un corso di composizione tenuto da Azio Corghi. Nel 1981 segue delle lezioni curate da Karlheinz Stockhausen a Roma e dallo stesso anno al 1984 è assistente di Luciano Berio, con cui collabora alla riscrittura dell'Orfeo di Claudio Monteverdi. Nel 1984 tre suoi pezzi, fra cui Passacaglia per orchestra, vengono selezionati per il Gaudeamus International Composers Award di Amsterdam e nello stesso anno riceve una commissione dal Teatro Lirico di Cagliari: Suite 1984. Nel 1985 ha occasione di incontrare a Trento il compositore Franco Donatoni, cui dedica l'opera cameristica Plot in Fiction. Nel 1991 compone Riti neutrali per violino solista, commissionato da Radio France; la prima si tiene a Parigi il 14 gennaio 1992. Nel 1996 esegue al conservatorio Santa Cecilia Plot in fiction con la London Sinfonietta.
Nel 2000 scrive Wanderer, presentata in anteprima da Riccardo Muti alla Scala di Milano, e Cobalt, Scarlet: Two Colours of Dawn, entrambi lavori per grande orchestra. Il Piccolo Teatro di Milano gli commissiona la musica per la pièce di Calderón de la Barca La vida es sueño, con la regia di Luca Ronconi. Nel 2014 compone Duende: The Dark Notes, un concerto per violino commissionato dai BBC Proms, eseguito a Stoccolma e Torino nel 2014 e a Londra nel 2015. Nello stesso anno, il Teatro alla Scala gli commissiona Dentro non ha tempo, rappresentato il 14 giugno 2014 sotto la direzione di Esa-Pekka Salonen. Nel 2015 scrive Vertical Invader, concerto grosso per quintetto di fiati e orchestra, eseguito in anteprima il 23 maggio 2015 al Concertgebouw di Amsterdam, e rappresenta Bread, Water and Salt, opera per soprano, coro e orchestra su testi di Nelson Mandela, con l'Accademia nazionale di Santa Cecilia diretta da Antonio Pappano. Il 2 ottobre dello stesso anno va in scena al Philharmonie Theater di Colonia il concerto per due pianoforti e orchestra Macchine in echo con la WDR Sinfonieorchester.
Dal 2008 al 2011 Francesconi è stato direttore artistico del festival internazionale di musica della Biennale di Venezia.

## Opere

### Musica vocale
| Titolo                                   | Anno di composizione | Organico                              | Testo                                        |
| ---------------------------------------- | -------------------- | ------------------------------------- | -------------------------------------------- |
| Viaggiatore insonne                      | 1983                 | Soprano e cinque strumenti            | Sandro Penna                                 |
| Notte                                    | 1984                 | Mezzosoprano e diciannove strumenti   | Sandro Penna                                 |
| Finta di nulla                           | 1985                 | Soprano e diciannove strumenti        | Umberto Fiori                                |
| Al di là dell'oceano famoso              | 1985                 | Otto voci miste                       | –                                            |
| La voce                                  | 1988                 | Soprano e tredici strumenti           | Umberto Fiori                                |
| Aeuia                                    | 1989                 | Baritono e dodici strumenti           | Jacopone da Todi                             |
| Voci                                     | 1992                 | Soprano, violino e nastro magnetico   | Umberto Fiori                                |
| Ballata del rovescio del mondo           | 1994                 | Coro e orchestra                      | Umberto Fiori                                |
| Etymo                                    | 1994                 | Soprano, orchestra e live electronics | Charles Baudelaire                           |
| Sirene/Gespenster                        | 1996 – 1997          | Coro femminile, ottoni e percussioni  | –                                            |
| Striaz                                   | 1996                 | Quattro cori femminili ed elettrofoni | –                                            |
| Ballata                                  | 1996 – 1999          | Coro, soli e orchestra                | –                                            |
| Terre del rimorso                        | 2001                 | Coro, soli e orchestra                | –                                            |
| Let me Bleed, requiem per Carlo Giuliani | 2001                 | Coro misto a cappella                 | Attilio Bertolucci                           |
| Buffa opera                              | 2002                 | Cantante e voce recitante             | Stefano Benni                                |
| Gesualdo Considered as a Murderer        | 2004                 | Coro e orchestra                      | Vittorio Sermonti                            |
| Sea Shell                                | 2006                 | Coro misto                            | Alceo (traduzione di Salvatore Quasimodo)    |
| Sirènes                                  | 2009                 | Coro misto, orchestra ed elettrofoni  | –                                            |
| Time, Real and Imaginary                 | 2009                 | Mezzosoprano e quattro strumenti      | Samuel Taylor Coleridge                      |
| Attraverso                               | 2009                 | Soprano e orchestra                   | –                                            |
| Quartett                                 | 2011                 | Soprano, baritono, coro e orchestra   | Luca Francesconi (da Heiner Müller)          |
| Terra                                    | 2011                 | Coro e orchestra                      | Valeria Parrella                             |
| Herzstück                                | 2012                 | Coro e orchestra                      | Heiner Müller                                |
| Atopia                                   | 2012                 | Coro e orchestra                      | Piero della Francesca e Calderón de la Barca |
| Duende, The Dark Notes                   | 2014                 | Coro e orchestra                      | –                                            |
| Bread, Water and Salt                    | 2015                 | Soprano solo, coro e orchestra        | Nelson Mandela                               |
| Trompe-la-Mort                           | 2017                 | soli, cori e orchestra                | da Honoré de Balzac                          |

### Musica orchestrale e da camera
| Titolo                                                    | Anno di composizione | Organico                                 |
| --------------------------------------------------------- | -------------------- | ---------------------------------------- |
| I Quartetto                                               | 1977                 | Quartetto d'archi                        |
| Passacaglia                                               | 1982                 | Orchestra                                |
| Concertante                                               | 1982                 | Chitarra e orchestra                     |
| Suite 1984                                                | 1984                 | Orchestra, percussioni e quintetto jazz  |
| Onda sonante                                              | 1985                 | Otto strumenti                           |
| Vertige                                                   | 1985                 | Orchestra d'archi                        |
| Da capo                                                   | 1985 – 1986          | Nove strumenti                           |
| Encore/Da capo                                            | 1985 – 1986          | Nove strumenti                           |
| Impulse II                                                | 1985                 | Clarinetto, violino e pianoforte         |
| Secondo quartetto                                         | 1985                 | Quartetto d'archi                        |
| Tracce                                                    | 1985 – 1987          | Flauto                                   |
| Plot in Fiction                                           | 1986                 | Oboe, corno inglese e undici strumenti   |
| Respiro                                                   | 1987                 | Trombone solo                            |
| Trama                                                     | 1987                 | Sassofono e orchestra                    |
| Mambo                                                     | 1987                 | Pianoforte solo                          |
| Attesa                                                    | 1988                 | Quintetto di fiati                       |
| Les barricades mystérieuses                               | 1989                 | Flauto e orchestra                       |
| Piccola trama                                             | 1989                 | Sassofono e otto strumenti               |
| Memoria                                                   | 1990                 | Orchestra                                |
| Secondo Concerto                                          | 1991                 | Oboe e orchestra da camera               |
| Mittel                                                    | 1991                 | Cinque bande                             |
| Riti neurali, 3º studio sulla memoria                     | 1991                 | Violino e otto strumenti                 |
| Islands Concerto                                          | 1992                 | Pianoforte e orchestra da camera         |
| Miniature                                                 | 1992                 | Sedici strumenti                         |
| Aria                                                      | 1993                 | Ottetto di fiati                         |
| Plot II                                                   | 1993                 | Sassofono e quindici strumenti           |
| Risonanze d'Orfeo Suite dall'Orfeo di Claudio Monteverdi  | 1993                 | Orchestra                                |
| Trama II                                                  | 1993                 | Clarinetto, orchestra e live electronics |
| Terzo Quartetto                                           | 1994                 | Archi                                    |
| A fuoco, 4º studio sulla memoria                          | 1995                 | Chitarra e orchestra                     |
| Animus                                                    | 1995 – 1996          | Trombone e live electronics              |
| Inquieta limina. Un omaggio a Berio                       | 1996                 | Fisarmonica e orchestra                  |
| Respondit Trascrizione di due madrigali di Carlo Gesualdo | 1997                 | Cinque strumenti                         |
| Memoria II                                                | 1998                 | Orchestra                                |
| Wanderer                                                  | 2000                 | Orchestra                                |
| Cobalt, Scarlet. Two Colours of Dawn                      | 1999 – 2000          | Orchestra                                |
| Aria novella                                              | 2001                 | Doppio quartetto                         |
| Controcanto                                               | 2003                 | Orchestra                                |
| Rest                                                      | 2003 – 2004          | Violoncello e orchestra                  |
| Kubrick's Bone                                            | 2005                 | Cimbalom e orchestra                     |
| Accordo                                                   | 2005                 | Quintetto di aerofoni                    |
| Animus II                                                 | 2007                 | Viola e live electronics                 |
| Hard Pace (concerto)                                      | 2007                 | Tromba e orchestra                       |
| Unexpected End of Formula                                 | 2008                 | Violoncello, orchestra ed elettrofoni    |
| Animus III                                                | 2008                 | Tuba e live electronics                  |
| Piano Concerto                                            | 2013                 | Pianoforte e orchestra                   |
| Dentro non ha tempo                                       | 2014                 | Orchestra                                |
| Vertical Invader                                          | 2015                 | Quintetto di fiati e orchestra           |
| Macchine in echo                                          | 2015                 | Due pianoforti e orchestra               |